# Alonso de Burgos
Para el tratadista hispanohebreo homónimo, véase Alfonso de Valladolid
Fray Alonso de Burgos (¿Burgos?, c. 1415 - Valladolid, 8 de noviembre de 1499), apodado "fray Mortero", fue un religioso dominico español.

## Biografía

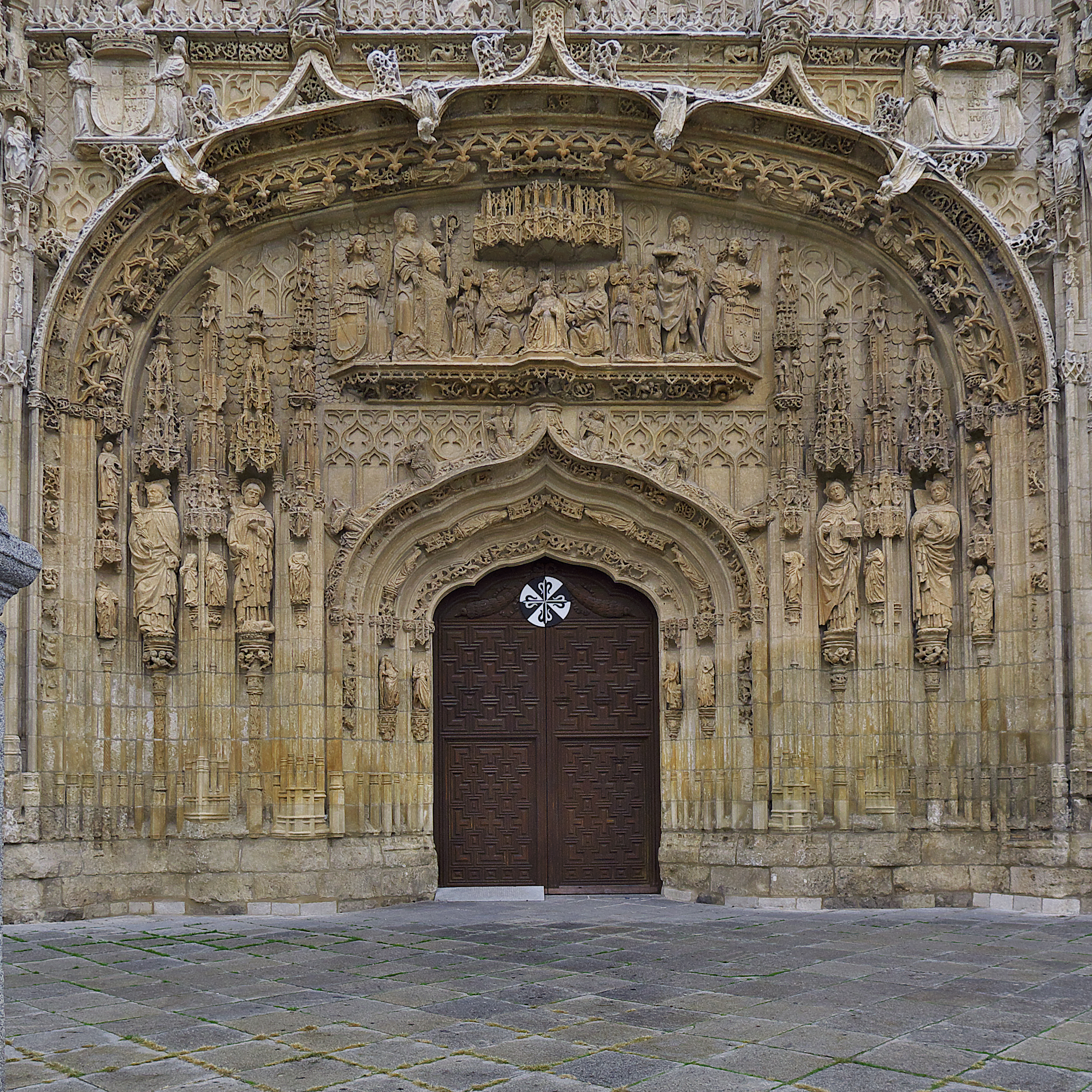
Iglesia de San Pablo. Valladolid

Fue abad de Alcalá la Real y obispo de las diócesis de Córdoba,
Cuenca 
y Palencia. 
Fue un mecenas de las diócesis en las que se estableció, en especial en Córdoba y Palencia. Financió la construcción del Colegio de San Gregorio y la iglesia del convento de San Pablo de Valladolid, por entonces perteneciente a la diócesis de Palencia, y dio un gran impulso a las obras de la seo palentina, por entonces en construcción. 
Fue enterrado en la capilla del Colegio de San Gregorio de Valladolid. Su sepulcro, obra de Felipe Vigarny, que se situaba en el centro de dicha capilla, desapareció durante la guerra de la Independencia.